# غوسيف
غوسيف (بالروسية: Гусев) هي إحدى مدن روسيا في الكيان الفدرالي الروسي كالينينغراد أوبلاست.
شركة جنرال ساتلايت تصنع استثمارا كثيرا في هذه المدينة بتحويلها إلى تكنوبوليس.

## توأمة
لغوسيف اتفاقيات توأمة مع كل من:
- Pabianice [الإنجليزية]‏
- Gołdap [الإنجليزية]‏
- Kazlų Rūda [الإنجليزية]‏
- فاوكافيسك

## أعلام
- برونو التمان
- أوليج جازمانوف
- فلاديمير فودوفتيشنكوف
- غوتهارد هاينريكي
- غوستاف ألبرت بيتر